# Маторани 2
Маторани 2 (енгл. Grown Ups 2) амерички је хумористички филм из 2013. године, у режији Дениса Дугана, по сценарију Фреда Вулфа, Адама Сандлера и Тима Херлихија. Наставак је филма Маторани из 2010. године. Главне улоге глуме Сандлер, Кевин Џејмс, Крис Рок, Дејвид Спејд, Салма Хајек, Марија Бело, Маја Рудолф и Ник Свардсон.
Приказан је 12. јула 2013. у САД, односно 29. августа у Србији. Добио је у великој мери негативне критике критичара. Зарадио је око 247 милиона долара уз буџет од 80 милиона долара. Номинован је за пет награда Златна малина.

## Радња
Чувена екипа, предвођена Адамом Сандлером, враћа се жељна још једне летње авантуре. Лени враћа своју породицу у мали град где су он и његови пријатељи одрасли. Овога пута, маторани ће од своје деце учити лекције о одрастању. А то ће бити на најчуднији дан, пун изненађења, последњи дан школе.

## Улоге
| Глумац               | Улога               |
| -------------------- | ------------------- |
| Адам Сандлер         | Лени Фејдер         |
| Кевин Џејмс          | Ерик Ламонсоф       |
| Крис Рок             | Курт Макензи        |
| Дејвид Спејд         | Маркус Хигинс       |
| Салма Хајек          | Роксен Чејс Фејдер  |
| Маја Рудолф          | Дијан Макензи       |
| Марија Бело          | Сали Ламонсоф       |
| Ник Свардсон         | Ник                 |
| Колин Квин           | Дики Бејли          |
| Стив Бусеми          | Вили                |
| Тим Медоуз           | Малколм             |
| Џон Ловиц            | домар               |
| Шакил О’Нил          | полицајац Флазу     |
| Александер Лудвиг    | Брејден             |
| Џорџија Енгел        | госпођа Ламонсоф    |
| Питер Данте          | полицајац Данте     |
| Оливер Хадсон        | Кајл                |
| Ален Коверт          | хипи наставник      |
| Стив Остин           | Томи Кавана         |
| Тејлор Лотнер        | Енди                |
| Џејк Голдберг        | Грег Фејдер         |
| Камерон Бојс         | Кити Фејдер         |
| Алексис Никол Санчез | Беки Фејдер         |
| Ејда-Никол Сангер    | Дона Ламонсоф       |
| Френк Гингерих       | Бин Ламонсоф        |
| Наџи Јетер           | Андре Макензи       |
| Чајна Ен Маклејн     | Шарлот Макензи      |
| Калео Елам           | Рони Макензи        |
| Чери Отери           | Пени                |
| Елен Клегхорн        | Мери Флазу          |
| Ејприл Роуз          | инструкторка плеса  |
| Ден Патрик           | Норби               |
| Ебони Џо Ен          | Мама Ранзони        |
| Халстон Сејџ         | Ненси Арбакл        |
| Норм Крозби          | радник у продавници |
| Денис Дуган          | др Лари             |
| Џонатан Лоран        | Робидо              |
| Ричи Минервини       | Тардио              |
| Џеки Титон Сандлер   | Џеки Тардио         |
| Сејди Сандлер        | Сејди Тардио        |
| Сани Сандлер         | Сани Тардио         |
| Крис Берман          | Велики Реналдо      |
| Крис Мерел           | згодна маца         |
| Кевин Грејди         | Мазби               |
| Али Мишалка          | Савана              |
| Паулина Грецки       | Дејзи               |
| Камил Макфаден       | Бламби Флазу        |
| Алекс Понсио         | Дафи                |
| Патрик Шварценегер   | студент у братству  |
| Дејвид Хенри         | студент у братству  |
| Бред Гранберг        | поштар              |
| Ерин Хедертон        | Џинџер              |
| Мајло Вентимилија    | Мајло               |